# Комітет опору диктатурі

Комітет опору диктатурі

Комітет опору диктатурі (КОД) — політичне об'єднання, утворене 5 серпня 2011 року, до складу якого увійшли парламентські й опозиційні на той час політичні партії «За Україну!», Всеукраїнське об'єднання «Свобода», «Громадянська позиція», Всеукраїнське об'єднання «Батьківщина», «Фронт Змін», Партія захисників Вітчизни, Європейська партія України, КУН, Народний Рух України, УСДП «Наша Україна», «Народна самооборона», УРП, УНП, «Пора», ПРП, РХП, Українська партія та громадські об'єднання «Зарваницька ініціатива», «Жінки за майбутнє», «Пам'ять Народу» та інші, що підписали Меморандум про узгодження спільних опозиційних дій і недопущення політичних репресій в Україні.

## Історія створення
Після обрання на посаду Президента України Віктор Федорович Янукович почав вибудовувати «вертикаль влади», використовуючи кадрові ресурси Партії регіонів та місцевих прибічників його політики. Під час цього процесу під гаслом боротьби з корупцією колишні чиновники, що працювали в українському уряді за президентства Ющенка Віктора Андрійовича, потрапили на лаву підсудних. Особливу увагу влада стала приділяти саме лідерам політичних партій, що перебували в опозиції до Партії Регіонів. Так за ґратами на стадії перебігу судового розгляду опинилися лідер «Народної самооборони» Юрій Луценко та лідер БЮТ Юлія Тимошенко.
Все це відбувалося на фоні осудження активістів «Податкового Майдану» за начебто «пошкоджену бруківку» на Майдані Незалежності, переслідування усіх активістів організації «Тризуб» за знищення пам'ятника Сталіну й насамперед намагання підняти прохідний мінімум для політичних партій на наступних виборах до Верховної Ради України.
Напередодні виборів до ВР ці та інші дії партії влади все більше почали набирати забарвлення силових репресій проти політичних опонентів, підриваючи цим демократичні засади побудови української держави. Правляча Партія Регіонів вибрала тактику залякування, щоб відбити у людей бажання виходити на Майдан в намаганні відстояти свої конституційні права. Одночасне ув'язнення лідерів одних з найбільших в Україні опозиційних партій показало іншим лідерам опозиції, що ніхто з простих українців чи опозиційних лідерів не застрахований від подібних методів «боротьби з корупцією». Тому низкою опозиційних партій було ухвалене рішення про об'єднання зусиль у боротьбі з впровадженням диктатури та її методів в Україні.
З 5-го по 9-те серпня 2011 року було створено осередки Комітету опору диктатурі у Тернополі
, Львові, Харкові, Чернівцях, Луцьку, Києві, Одесі, Вінниці, Дніпропетровську, Запоріжжі, Луганську, Донецьку та інших містах України.

## Політичні вимоги
Меморандум під яким підписалися зазначені парламентські політичні партії містить наступний текст:
|  | У зв’язку із загрозою, що постала перед українською демократією ми, представники політичних партій та громадських організацій, заявляємо про об’єднання своїх зусиль у Комітеті опору диктатурі. — Репресії проти громадських діячів, арешти опозиційних партійних лідерів стали для правлячого режиму засобом усунення політичних опонентів, спробою встановлення в Україні диктатури. Ми закликаємо всіх, кому не байдужа українська незалежність і демократія, дати відсіч цим спробам. Ми вимагаємо негайно звільнити усіх політичних в’язнів, відновити відкриті судові розгляди та повернути судову систему України у правове русло, а не використовувати її як засіб розправи над опонентами владного режиму. Ми звертаємося до представників опозиційних політичних сил і депутатів місцевих рад, які поділяють демократичні та патріотичні цінності, виступити з ініціативою скликання позачергових сесій усіх місцевих рад для оцінки несправедливих дій влади. |

## Протидія становленню диктатури в Україні
18 серпня 2011 р. Комітет опору диктатурі в Одесі розбив наметове містечко на Куликовому полі та розпочав збір підписів проти політичних репресій.

### Народні марші
24 серпня 2011 року Комітет опору диктатурі організував Народний марш на честь Дня незалежності України й запросив усіх громадян прийти о 11.00 до пам'ятника Тарасові Шевченку у Києві, щоб звідти разом вирушити на Хрещатик. Народні марші також проводилися на честь Дня незалежності України і в інших містах України.

## Внутрішнє життя Комітету
За думкою кореспондента інтернет-видання «Українська правда» Мустафи Найєма, сьогоднішня атмосфера у КОДі концептуально нагадує проблеми, з якими стикався блок "Наша Україна" зразка 2005-2006 року. В комітет входять більше дванадцяти політичних об’єднань різного калібру, очолювані лідерами з однаково необмеженими амбіціями. Важко уявити собі, щоб хтось з них погодився хоча б на роль другого плану, не кажучи вже про розподіл функцій та координацію дій.
Лідер "Фронту змін" Арсеній Яценюк вимагає проведення зустрічі президента Віктора Януковича з опозицією. Про це він сказав на брифінгу у Верховній раді 22 вересня 2011 року. "Опозиція вимагає негайної зустрічі з президентом щодо трьох питань", - сказав Яценюк.
Комітет опору диктатурі не уповноважував лідера "Фронту змін" Арсенія Яценюка на організацію зустрічі з президентом Віктором Януковичем. Про це заявив лідер партії "Громадянська позиція" Анатолій Гриценко в ефірі телеканалу ТВі, коментуючи заяву Яценюка, що опозиція хоче зустрічі з президентом. "Я почув сьогодні його заяву, він виступав від імені опозиції. Як би так делікатно, так щоби не сказати різко... Заява з одного боку провокативна, з іншого боку вона в стилі "Ми, Микола Второй", - зазначив політик. "Я перевірив, може, я щось не знаю, комітет опору диктатурі, який представляє опозиційні партії, і куди входить і "Громадянська позиція", і "Фронт змін", не приймав таких рішень і не просив зустрічі з президентом", - розповів Гриценко.
У випадку створення єдиного списку на виборах-2012 від Комітету опору диктатурі до нього не буде включено екс-президента Віктора Ющенка. Про це заявив лідер партії "За Україну!", що входить до Комітету, В'ячеслав Кириленко в ефірі радіо "Свобода" 18 вересня 2011 року. "Ми його (Ющенка) не вважаємо опозиційним політиком", - пояснив він. Також, за словами Кириленка, в списку не буде Віри Ульянченко.
22 листопада, після того як більшість парламентської опозиції підтримала закон про вибори-2012, Анатолій Гриценко заявив, що "Громадянська позиція " виходить з Комітету опору диктатурі. "Ми не бачимо жодного сенсу брати участь у засіданні КОД, бо окремі опозиційні вожді вирішили перетворити його в Комітет опОри диктатури", - прокоментував свою гучну заяву він. Про наміри вийти зі складу КОДу також заявляв голова ВО "Свобода" Олег Тягнибок.
14 березня, після виключення її з БЮТ, Наталія Королевська заявила, що на екстреному засіданні УСДП ухвалила рішення про вихід партії з Комітету опору диктатурі.
15 червня КОД ухвалив рішення про виключення зі свого складу партії Віктора Ющенка «Наша Україна», у зв'язку з систематичним порушенням попередніх рішень КОДу та за систематичну співпрацю з режимом Януковича.

## Вибори-2012

### Підготовка до виборів
21 листопада Юрій Луценко закликав опозицію йти на вибори єдиним списком.
22 листопада стало відомо, що УНП почала переговори з партіями КУН, «Наша Україна» і Українська платформа «Собор» щодо об'єднання в єдину партію.
24 листопада стало відомо, що у понеділок, 28 листопада, відбудеться перше засідання комісії, де будуть обговорювати принципи спільної роботи опозиції на виборах до парламенту в 2012 році.
28 листопада стало відомо, що у КОДі було ухвалене рішення про створення робочої групи щодо формування єдиного списку кандидатів на мажоритарні округи від опозиції.
1 грудня лідер партії «Свобода» Олег Тягнибок заявив, що в списках кандидатів від опозиції по мажоритарних округах мають бути представники політичних сил, які не в змозі подолати 5 % бар'єр на виборах до Верховної Ради.
5 грудня лідер УРП «Собор» Павло Жебрівський заявив, що його партія проводитиме переговори про об'єднання з опозиційними партіями.
«Це партії правої ідеології: Конгрес українських націоналістів, Українська народна партія, „Наша Україна“, За Україну!», — сказав він.
6 грудня Олександр Турчинов заявив, що Юлія Тимошенко має бути першим номером у виборчому списку партії «Батьківщина» на виборах до парламенту.
19 грудня донька Юлії Тимошегко Євгенія заявила, що бореться за звільнення матері з в'язниці, проте у разі необхідності очолить список «Батьківщини» на парламентських виборах.
20 грудня пресс-служба «Батьківщини» поширила відкритий лист Юлії Тимошенко, в якому вона просила всі опозиційні сили об'єднатися в один список, який мала б очолити людина рівня Ліни Костенко.
22 грудня стало відомо, що КОД збирається сконцентруватися на виборах на боротьбі у 150 з 225 мажоритарних округів і координувати роботу у виборчкомах.
Найменш рейтинговим партіям учасники групи пропонують виділити 40 мажоритарних округів, а решту 110 розподілити між «трьома провідними учасниками КОД».
Таким чином, партія «Батьківщина» зможе претендувати на кандидатів у 63 округах, Фронт змін — у 32, ВО «Свобода» — у 15 округах.
Голова політради Нашої України Валентин Наливайченко закликав Арсенія Яценюка та Олександра Турчинова почати формування єдиного виборчого списку опозиції.
Арсеній Яценюк повідомив, що партії Фронт Змін та За Україну! домовилися про об'єднання під час парламентських виборів 2012 року та після них.
25 грудня Олег Тягнибок заявив, що не вірить у можливість створення єдиного партійного списку, як запропонувала Юлія Тимошенко. «Не буде єдиного партійного списку — це нереально. Складно об'єднати в одну політичну силу абсолютно різні ідеологічно політичні організації», — вважає політик.
28 грудня стало відомо, що партії «Батьківщина» і «Народна самооборона» сформують єдиний список кандидатів у депутати на парламентських виборах в 2012 році.
19 січня партії «Батьківщина» і «Реформи і Порядок» уклали спільну заяву про об'єднання. Вони сформують єдиний виборчій список, а після виборів об'єднаються на базі партії «Батьківщина».
22 січня Опозиція підписала угоду про спільні дії. Угоду підписали усі члени Комітету опору диктатурі, а також лідер партії «УДАР» Віталій Кличко.
Арсеній Яценюк заявив, що формувати списки за пропорційною системою мають лише три партії. Йдеться про «Батьківщину», Фронт змін та ВО "Свобода".
2 березня партія «Батьківщина» та Народний Рух України підписали угоду про співпрацю на наступних парламентських виборах, згідно з яким вони складуть спільний список по мажоритарним та партійним округам на базі Батьківщини.
19 березня на засіданні КОДу було ухвалене рішення про те, що опозиційні партії, які не долають 5 % бар'єр на парламентських виборах, не висуватимуть свої партійні списки в пропорційній частині.
7 квітня Партія «Фронт змін» ухвалила рішення про формування єдиного списку кандидатів у депутати як на мажоритарних округах, так і за партійними списками з партією «Батьківщина».
1 червня Юрій Костенко заявив, що націонал-патріотичні сили не будуть приєднуватись до об'єднаної опозиції і створять власний список для участі у парламентських виборах-2012. Зараз у переговори залучені УНП, «Наша Україна», КУН, УП «Собор» і ще низка патріотичних громадських організацій на кшталт «Просвіти», «Меморіалу», Спілки офіцерів України та деяких інших.
20 червня Партія «Громадянська позиція» Анатолія Гриценка увійшла до складу об'єднаної опозиції. Також стало відомо, що скоро до опозиції можуть приєднатися партії Миколи Катеринчука і Юрія Кармазіна, а також ще кілька політичних діячів.